# NTFS-3G
NTFS-3G는 읽기, 쓰기를 지원하는 마이크로소프트 윈도우 NTFS의 오픈 소스 크로스 플랫폼 구현체이다. NTFS-3G는 FUSE라는 파일 시스템 인터페이스를 주로 사용하므로 서로 다른 여러 운영 체제에서 수정하지 않은 채로 구동할 수 있다. 리눅스, FreeBSD, NetBSD, 오픈솔라리스, BeOS, QNX, WinCE, Nucleus, VxWorks, 하이쿠 MorphOS, 미닉스, macOS, OpenBSD에서 실행할 수 있다. GNU GPL 또는 사유 라이선스로 이용이 허가되어 있다. ntfsprogs의 부분적인 fork이며 유지 보수 및 개발이 진행 중이다.
NTFS-3G는 2006년 7월 리눅스 고급 NTFS 개발자들 가운데 하나인 Szabolcs Szakacsits (ˈsɒboltʃ ˈsɒkɒtʃitʃ)가 선보였다. 최초의 안정판은 2007년 2월 21일 버전 1.0으로 공개되었다. 나중에 NTFS-3G 개발자들은 Tuxera Inc.라는 회사를 세워 코드 개발에 나서고 있다. NTFS-3G는 현재 자유 "커뮤니티 에디션"이지만 Tuxera NTFS는 사유 버전이다.

## 같이 보기
- ntfsprogs
- Tuxera